# Campeonato de Europa de Rally
El Campeonato de Europa de Rally, oficialmente FIA European Rally Championship, es un competición automovilística de rally que se celebra anualmente en el continente europeo y organizado por la FIA. La prueba lleva organizándose desde el año 1953 y se disputan en diferentes países del continente, alternando entre rallyes sobre distintas superficies: asfalto, tierra y nieve. Fue el primer campeonato supranacional de rally que se organizó en el mundo y por tanto el más antiguo. En 2012 cumplió 60 ediciones y en 2013 se fusionó con el Intercontinental Rally Challenge.
Cada año se celebra el campeonato de pilotos así como otros certámenes y copas que ha ido variando con el tiempo: la Copa de Europa, el campeonato de dos ruedas motrices, el campeonato júnior, campeonato por equipos, etc.

## Historia
Entre los años 40 y 50 en Europa se fue consolidando un calendario internacional de pruebas en las que incluso las inscripciones comenzaron a ser masivas, llegando a las 404 del Rally de Montecarlo de 1953 o las 242 del RAC de 1952.
La FIA creó en 1953 el Campeonato Europeo de Rally de diez o doce eventos. El europeo era el único campeonato de rally en aquellos años e inicialmente ningún equipo se planteaba ganarlo, puesto que solamente acudían a aquellas pruebas más cercanas y así, casi sin quererlo los alemanes fueron los primeros vencedores, simplemente por estar más cerca de la mayoría de las pruebas y poder sumar más puntos.
Las pruebas que se incluyeron inicialmente en el europeo fueron: Rally de Montecarlo, Rally Acrópolis, Rally de San Remo, Rally Mil Lagos, Rally de Suecia, Rally RAC y otras desaparecidas o venidas a menos como Rally de los Alpes Austríacos, Lieja-Sofía-Lieja, la Copa de los Alpes, Rally de Ginebra, Rally de Polonia o el Tulip Rally holandés. Se excluyeron aquellas pruebas que mantenían el viejo formato de pruebas en carreteras abiertas y solo se incluyeron las que tenían tramos cronometrados cerrados al tránsito rodado.
En la década de los 50 y 60 los participantes eran en su gran mayoría pilotos privados que corrían más por diversión que por otra cosa. A mediados de los 60 las marcas fabricantes de vehículos comenzaron a formar los primeros equipos oficiales, sin embargo seguían más interesados en ganar pruebas populares, como el Montecarlo, que en sumar puntos para el Campeonato Europeo. Una prueba de ello es que el vencedor de 1960, el alemán Walter Schock ganó puntuando solo en cuatro de diez pruebas existentes y al año siguiente Hans Jochim Walter también venció sin ganar en ninguna prueba.

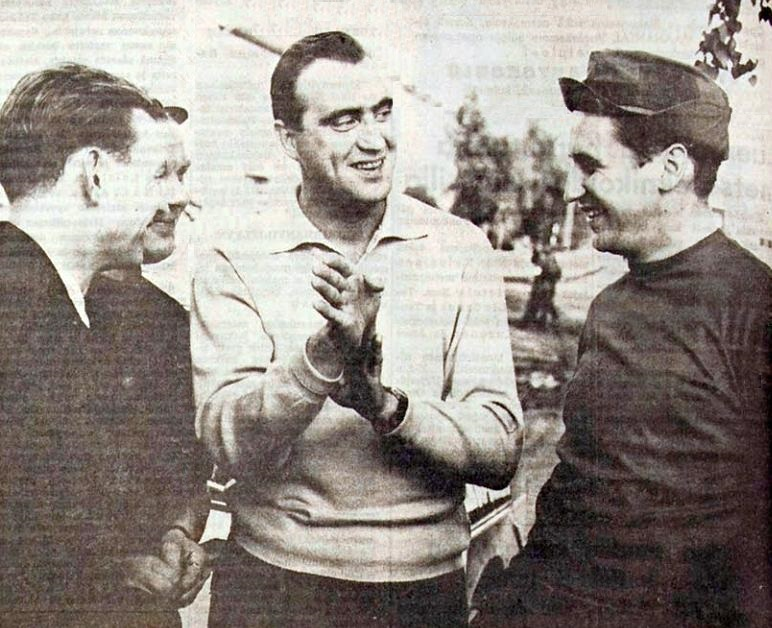
Rauno Aaltonen, Pauli Toivonen y Timo Makinen, en el Rally de Finlandia de 1965. Los dos primeros ganaron el campeonato de Europa.

Esta singularidad del campeonato comenzó a cambiar con la aparición del equipo oficial BMC, que lo siguió de manera regular, contando con pilotos profesionales y buenos mecánicos, logrando la corona en 1965 con el finlandés Rauno Aaltonen.
En 1966 y 1967 la FIA decidió dar popularidad al campeonato por lo que aumentó el número de pruebas y se otorgaron tres títulos, uno por grupo: Grupo 1, Grupo 2 y Grupo 3 y en 1968 se introdujo el de Campeonato de Constructores con pruebas distintas al de Pilotos. Aun así, solo el equipo BMC y Porsche siguieron de manera regular el Campeonato. 
El Campeonato Europeo sirvió como anticipo del Campeonato Internacional de Marcas que se puso en marcha en 1970  y cuando en 1973 nació Campeonato del Mundo de Rally, este fue relegado a un segundo plano del que nunca más saldría.

### Época dorada
A partir de 1970 el Europeo contó con pruebas distintas a las del Mundial y su calendario fue aumentándose, en un gesto de la FIA para premiar a aquellas pruebas nacionales que no podían aspirar al Mundial. A pesar de ello el campeonato era prohibitivo debido a su alto coste y solo era seguido por pilotos privados y de manera irregular. Con todo, entre 1977 y 1983 el europeo vivió su época dorada. Algunas marcas lo aprovecharon como banco de pruebas de sus nuevos vehículos: Lancia probó el Stratos antes de lanzarlo al mundial y algunas marcas probaron a sus equipos nuevos, como Opel que obtuvo el título europeo en 1975 con Walter Röhrl como piloto. El alemán Röhrl y el italiano Massimo Biasion son los únicos ganadores del campeonato que luego fueron campeones del mundo.
Para diferenciar las distintas pruebas del calendario la Federación otorgó a cada prueba un coeficiente que iba de 1 a 4, siendo 1 el valor más pequeño y 4 el mayor. De esta manera, un piloto que ganase en una prueba de coeficiente 4 valía lo mismo que otro que hubiese ganado en cuatro de coeficiente 1. Los rallies que contaban con un mayor coeficiente eran: Rally de Francia y Rally Antibes (Francia), Boucles de Spa y 24 horas de Ypres (Bélgica), Rally de Manx y Rally de Escocia (Gran Bretaña), Rally Costa Smeralda y Rally Isla de Elba (Italia), Rally de Polonia, Rally de Chipre, Rally de Bulgaria, Rally de Alemania, Rally de Madeira (Portugal), Rally Halkidikis (Grecia) y Rally Costa Brava (España).
Los equipos oficiales que seguían el campeonato eran aquellos que no contaban con presupuesto para encarar el mundial como Seat, British Leyland, Alfa Romeo, Lancia Chardonnet, Fiat Francia y Opel Conrero. A los oficiales se les sumaban equipos privados con vehículos de primer nivel como el Porsche 911 SC de Antonio Zanini, los Vauxhall Chevette pilotados por Russell Brookes y Penti Airikkala, los Porsches de Robert Droogmans y Patrick Snijers o el Ferrari 308 GTB de Jean-Claude Andruet.
De 1983 a 1991 todos los ganadores europeos lo fueron con vehículos del Grupo Fiat que monopolizaron el certamen impidiendo a otras marcas hacerse con algún título. Solo el finlandés Henri Toivonen hizo algo de guerra en 1984 al italiano Carlo Capone (vencedor del campeonato), con un Porsche preparado por Prodrive.
En los últimos años el Campeonato de Europa ha vuelto a sus orígenes. A la sombra del mundial y pese a otorgarle el mismo formato que este y modificar los coeficientes por 20, 10, 5 y 2, se ha convertido en un campeonato que no interesa a las marcas y solo los pilotos privados que se han hecho con el título lo hicieron sin necesidad de afrontar el calendario completo. Aparte de esto, muchas pruebas del europeo desaparecieron como el Costa Smeralda o el Tour de Francia y otras se pasaron al mundial como el Cataluña, Alemania, Chipre o Turquía.

### Copas Regionales
En 2002 en un intento por motivar a los pilotos punteros de que cada país la FIA creó cuatro Copas de Europa regionales:
- La del Norte, que incluía dos pruebas en Alemania, dos en Polonia y una en Noruega, Suecia y Finlandia.
- La del Sur, con siete pruebas en Italia, dos en Austria y Suiza y una en San Marino y Hungría.
- La del Este, con tres rallies en Chequia, dos en Eslovaquia, Bulgaria y Yugoslavia y una en Croacia, Letonia y Rumanía.
- La del Oeste, incluía tres en Bélgica, dos en Portugal, una en Holanda, Luxemburgo y España.

Sin embargo la creación de las distintas copas, que no incluía pruebas en Gran Bretaña y Francia no supuso ningún atractivo para el campeonato.

### Actualidad

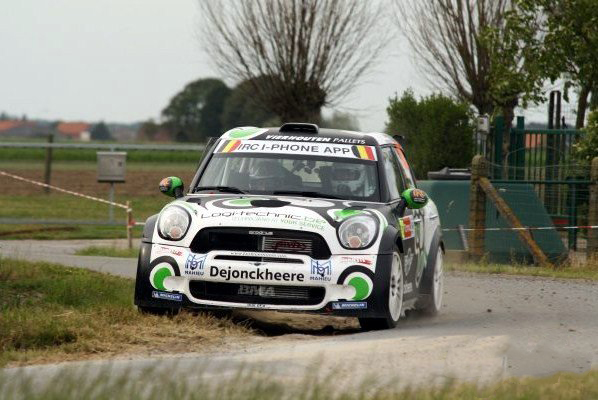
Patrick Snijers en el Rally de Ypres de 2011 con un Mini JCW S2000.

Dese 2005 los pilotos italianos han vuelto a protagonizar el campeonato y a hacerse con los títulos, donde destacan Giandomenico Basso con dos títulos y Luca Rossetti con tres. En 2007 se introdujo un nuevo reglamento que obligaba a los pilotos a inscribirse, por lo que solo aquellos registrados sumaban puntos para el campeonato, lo que ha provocó el incremento de pilotos en las listas de inscritos. Además se modificaron y se redujeron las copas regionales a tres: Este, Central y Sudoeste.
En 2013 se fusionó con el Intercontinental Rally Challenge, campeonato con el que desde hacía unos años compartía pruebas, por lo que volvió a convertirse en el principal certamen de rally en Europa. La empresa francesa Eurosport Events es el nuevo promotor, que hasta entonces llevaba a cabo el IRC.

## Rallyes
- Listado de los rallyes más importantes que han sido puntuables para el Campeonato de Europa:

| - Rally de Montecarlo - Rally de Suecia - Rally de Gran Bretaña - Tulip Rally - Copa de los Alpes - Lieja-Roma-Lieja - Rallye International de Geneve - Rally Acrópolis - Rally de Polonia - Rally de Finlandia - Rally de los Alpes Austríacos - Rally de San Remo - Rally RACE de España - Rally Circuito de Irlanda - Rally de Escocia - Rally San Martino di Castrozza - Tour de Francia Automovilístico - Rally de Portugal - Rally Isla de Elba - Rally de Córcega | - Rally del Ártico - Rally Costa Brava - Rally de Bulgaria - Rally de Chipre - Rally de San Marino - Rally de Ypres - Rally Costa Smeralda - Rally de Madeira - Rally de Alemania - Rally de Ourense - Rally Antibes-Costa Azul - Rally Cataluña - Rally Isla de Man - Rally El Corte Inglés - Rally del Bósforo - Rally 1000 Miglia - Barum Rally Zlín - Rally de Croacia - Rally Príncipe de Asturias - Rally de Valais - Rally de Azores |

## Palmarés
| Año                              | Piloto                           | Copiloto                              | Vehículo                                              | Notas                            |
| Campeonato de Europa de Turismos | Campeonato de Europa de Turismos | Campeonato de Europa de Turismos      | Campeonato de Europa de Turismos                      | Campeonato de Europa de Turismos |
| -------------------------------- | -------------------------------- | ------------------------------------- | ----------------------------------------------------- | -------------------------------- |
| 1953                             | Helmut Polensky                  | Bandera de ?                          | Porsche 356 Coupé Fiat 1100                           |                                  |
| 1954                             | Walter Schlüter                  | Bandera de ?                          | DKW 1000                                              |                                  |
| 1955                             | Werner Engel                     | Bandera de ?                          | Mercedes-Benz 300 SL                                  |                                  |
| 1956                             | Walter Schock                    | Bandera de ?                          | Mercedes-Benz 220 Mercedes-Benz 300 SL                |                                  |
| Campeonato de Europa de Rallyes  |                                  |                                       |                                                       |                                  |
| 1957                             | Ruprecht Hopfen                  | Bandera de ?                          | Borgward Saab 93                                      |                                  |
| 1958                             | Gunnar Andersson                 | Bandera de ?                          | Volvo PV444 Volvo PV544                               |                                  |
| 1959                             | Paul Coltelloni                  | Bandera de ?                          | Alfa Romeo Giulietta TI Citroën ID 19                 |                                  |
| 1960                             | Walter Schock                    | Bandera de ?                          | Mercedes-Benz 220 SE                                  |                                  |
| 1961                             | Hans-Joachim Walter              | Bandera de ?                          | Porsche 356 Carrera Coupé                             |                                  |
| 1962                             | Eugen Böhringer                  | [ N 1 ]                               | Mercedes-Benz 220 SE                                  |                                  |
| 1963                             | Gunnar Andersson                 | [ N 2 ]                               | Volvo 122 S Volvo PV544                               |                                  |
| 1964                             | Tom Trana                        | Sune Lindström Gunnar Thermanius      | Volvo PV544 S                                         |                                  |
| 1965                             | Rauno Aaltonen                   | Tony Ambrose Annsi Järvi              | BMC Mini Cooper S                                     |                                  |
| 1966                             | Lillebror Nasenius               | Bengt Frodin Fergus Sager             | Opel Rekord                                           | G1                               |
| 1966                             | Sobiesław Zasada                 | [ N 3 ]                               | BMC Mini Cooper S Steyr-Puch 650 TR                   | G2                               |
| 1966                             | Günter Klass                     | Rolf Wütherich Robert Buchet          | Porsche 911                                           | G3                               |
| 1967                             | Sobiesław Zasada                 | [ N 4 ]                               | Porsche 911 S Porsche 912                             | G1                               |
| 1967                             | Bengt Söderström                 | Gunnar Palm                           | Ford Cortina Lotus                                    | G2                               |
| 1967                             | Vic Elford                       | David Stone                           | Porsche 911 S                                         | G3                               |
| 1968                             | Pauli Toivonen                   | [ N 5 ]                               | Porsche 911 T                                         |                                  |
| 1969                             | Harry Källström                  | Gunnar Häggbom                        | Lancia Fulvia Coupé 1.3 HF Lancia Fulvia Coupé 1.6 HF |                                  |
| 1970                             | Jean-Claude Andruet              | [ N 6 ]                               | Alpine A110-1600                                      |                                  |
| 1971                             | Sobiesław Zasada                 | [ N 7 ]                               | BMW 2002 TI                                           |                                  |
| 1972                             | Raffaele Pinto                   | Gino Macaluso                         | Fiat 124 Sport Spyder                                 |                                  |
| 1973                             | Sandro Munari                    | Mario Mannucci                        | Lancia Fulvia Coupé 1.6 HF                            |                                  |
| 1974                             | Walter Röhrl                     | Jochen Berger Lars Carlsson           | Opel Ascona A                                         |                                  |
| 1975                             | Maurizio Verini                  | Francesco Rossetti                    | Fiat 124 Abarth Rallye                                |                                  |
| 1976                             | Bernard Darniche                 | Alain Mahé Willi-Peter Pitz           | Lancia Stratos HF                                     |                                  |
| 1977                             | Bernard Darniche                 | Alain Mahé                            | Lancia Stratos HF                                     |                                  |
| 1978                             | Tony Carello                     | Maurizio Perissinot                   | Lancia Stratos HF                                     |                                  |
| 1979                             | Jochi Kleint                     | Günter Wanger                         | Opel Ascona B Opel Kadett GT/E                        |                                  |
| 1980                             | Antonio Zanini                   | Jordi Sabater Miguel Oliveira         | Porsche 911 SC Ford Escort RS 1800                    |                                  |
| 1981                             | Adartico Vudafieri               | Arnaldo Bernacchini                   | Fiat 131 Abarth                                       |                                  |
| 1982                             | «Tony»                           | Roberto Dalpozzo «Rudy»               | Opel Ascona 400                                       |                                  |
| 1983                             | Miki Biasion                     | Tiziano Siviero                       | Lancia Rally 037                                      |                                  |
| 1984                             | Carlo Capone                     | Sergio Cresto                         | Lancia Rally 037                                      |                                  |
| 1985                             | Dario Cerrato                    | Giuseppe Cerri                        | Lancia Rally 037                                      |                                  |
| 1986                             | Fabrizio Tabaton                 | Luciano Tedeschini                    | Lancia Delta S4                                       |                                  |
| 1987                             | Dario Cerrato                    | Giuseppe Cerri                        | Lancia Delta HF 4WD                                   |                                  |
| 1988                             | Fabrizio Tabaton                 | Luciano Tedeschini                    | Lancia Delta HF 4WD Lancia Delta Integrale            |                                  |
| 1989                             | Yves Loubet                      | Jean-Marc Andrié                      | Lancia Delta Integrale                                |                                  |
| 1990                             | Robert Droogmans                 | Ronny Joosten                         | Lancia Delta Integrale 16V                            |                                  |
| 1991                             | Piero Liatti                     | Luciano Tedeschini                    | Lancia Delta Integrale 16V                            |                                  |
| 1992                             | Erwin Weber                      | Manfred Hiemer                        | Mitsubishi Galant VR-4                                |                                  |
| 1993                             | Pierre-César Baroni              | [ N 8 ]                               | Lancia Delta HF Integrale Ford Escort RS Cosworth     |                                  |
| 1994                             | Patrick Snijers                  | Dany Colebunders                      | Ford Escort RS Cosworth                               |                                  |
| 1995                             | Enrico Bertone                   | Massimo Chiapponi                     | Toyota Celica Turbo 4WD                               |                                  |
| 1996                             | Armin Schwarz                    | Denis Giraudet                        | Toyota Celica GT-Four                                 |                                  |
| 1997                             | Krzysztof Hołowczyc              | Maciej Wisławski                      | Subaru Impreza 555                                    |                                  |
| 1998                             | Andrea Navarra                   | Renzo Casazza Alessandra Materazzetti | Subaru Impreza 555                                    |                                  |
| 1999                             | Enrico Bertone                   | [ N 9 ]                               | Renault Mégane Maxi                                   |                                  |
| 2000                             | Henrik Lundgaard                 | Jens-Christian Anker                  | Toyota Corolla WRC                                    |                                  |
| 2001                             | Armin Kremer                     | Fred Berssen                          | Toyota Corolla WRC                                    |                                  |
| 2002                             | Renato Travaglia                 | Flavio Zanella                        | Peugeot 206 WRC                                       |                                  |
| 2003                             | Bruno Thiry                      | Jean-Marc Fortin                      | Peugeot 206 WRC                                       |                                  |
| 2004                             | Simon Jean-Joseph                | Jack Boyere                           | Renault Clio S1600                                    |                                  |
| 2005                             | Renato Travaglia                 | Flavio Zanella                        | Mitsubishi Lancer Evolution VII Renault Clio S1600    |                                  |
| 2006                             | Giandomenico Basso               | Mitia Dotta                           | Fiat Grande Punto S2000                               |                                  |
| 2007                             | Simon Jean-Joseph                | Jack Boyere                           | Citroën C2 S1600 Citroën C2 R2                        |                                  |
| 2008                             | Luca Rossetti                    | Matteo Chiarcossi                     | Peugeot 207 S2000                                     |                                  |
| 2009                             | Giandomenico Basso               | Mitia Dotta                           | Abarth Grande Punto S2000                             |                                  |
| 2010                             | Luca Rossetti                    | Matteo Chiarcossi                     | Abarth Grande Punto S2000                             |                                  |
| 2011                             | Luca Rossetti                    | Matteo Chiarcossi                     | Abarth Grande Punto S2000                             |                                  |
| 2012                             | Juho Hänninen                    | Mikko Markkula                        | Škoda Fabia S2000                                     |                                  |
| 2013                             | Jan Kopecký                      | Pavel Dresler                         | Škoda Fabia S2000                                     |                                  |
| 2014                             | Esapekka Lappi                   | Janne Ferm                            | Škoda Fabia S2000                                     |                                  |
| 2015                             | Kajetan Kajetanowicz             | Jarosław Baran                        | Ford Fiesta R5                                        |                                  |
| 2016                             | Kajetan Kajetanowicz             | Jarosław Baran                        | Ford Fiesta R5                                        |                                  |
| 2017                             | Kajetan Kajetanowicz             | Jarosław Baran                        | Ford Fiesta R5                                        |                                  |
| 2018                             | Alexey Lukyanuk                  | Alexey Arnautov                       | Ford Fiesta R5                                        |                                  |
| 2019                             | Chris Ingram                     | Ross Whittock                         | Škoda Fabia R5 Evo                                    |                                  |
| 2020                             | Alexey Lukyanuk                  | [ N 10 ]                              | Citroën C3 R5                                         |                                  |
| 2021                             | Andreas Mikkelsen                | [ N 11 ]                              | Škoda Fabia Rally2 Evo                                |                                  |
| 2022                             | Efrén Llarena                    | Sara Fernández                        | Škoda Fabia Rally2 Evo                                |                                  |
| 2023                             | Hayden Paddon                    | John Kennard                          | Hyundai i20 N Rally2                                  |                                  |
| 2024                             | Hayden Paddon                    | John Kennard                          | Hyundai i20 N Rally2                                  |                                  |
| Referencias                      |                                  |                                       |                                                       |                                  |

## Récords
Los pilotos con más títulos europeos en su haber son los polacos Sobiesław Zasada y Kajetan Kajetanowicz y el italiano Luca Rosseti con tres campeonatos cada uno. Le siguen hasta once pilotos diferentes con dos títulos. Por países, los claro dominadores son los italianos con 23 títulos, seguido de Alemania con 14 y Francia con 8.
| N.º | Piloto               | Títulos | Año              |
| --- | -------------------- | ------- | ---------------- |
| 1   | Sobiesław Zasada     | 3       | 1966, 1967, 1971 |
| 1   | Luca Rossetti        | 3       | 2008, 2010, 2011 |
| 1   | Kajetan Kajetanowicz | 3       | 2015, 2016, 2017 |
| 2   | Gunnar Andersson     | 2       | 1958, 1963       |
| 2   | Walter Schock        | 2       | 1956, 1960       |
| 2   | Bernard Darniche     | 2       | 1976, 1977       |
| 2   | Dario Cerrato        | 2       | 1985, 1987       |
| 2   | Fabrizio Tabaton     | 2       | 1986, 1988       |
| 2   | Enrico Bertone       | 2       | 1995, 1999       |
| 2   | Renato Travaglia     | 2       | 2002, 2005       |
| 2   | Simon Jean-Joseph    | 2       | 2004, 2007       |
| 2   | Giandomenico Basso   | 2       | 2006, 2009       |
| 2   | Alexey Lukyanuk      | 2       | 2018, 2020       |
| 2   | Hayden Paddon        | 2       | 2023, 2024       |

| N.º | País            | Total |
| --- | --------------- | ----- |
| 1   | Italia          | 23    |
| 2   | Alemania        | 14    |
| 3   | Francia         | 8     |
| 4   | Polonia         | 7     |
| 5   | Suecia          | 6     |
| 6   | Finlandia       | 4     |
| 7   | Bélgica         | 3     |
| 8   | Rusia           | 2     |
| 8   | España          | 2     |
| 8   | Nueva Zelanda   | 2     |
| 9   | Gran Bretaña    | 1     |
| 9   | Dinamarca       | 1     |
| 9   | República Checa | 1     |
| 9   | Noruega         | 1     |